# Лейля и Маджнун
Лейля и Маджнун (на арабски: مجنون لیلی; на персийски: لیلی و مجنون) е любовна история от Близкия Изток, поема на арабския поет Кайс ибн ал-Малух от V век и адаптирана през X век от персийския и азербайджански поет Низами Ганджеви.
Кайс и Лейля се влюбват още докато са млади, но, когато порастват, бащата на Лейля не им позволява да са заедно. Кайс се обсебва от нея, поради което обществото му дава епитета маджнун (مجنون; „обсебен, луд“ "λυλυδι лулуди") – същият епитет, който е даден на полуисторическата личност Кайс ибн ал-Мулауах от племето Бану Амир. Много преди Низами легендата се разпространява в кратки форми на ирански ахбар. Ранните исторически разкази и устни предания за Маджнун са документирани в Китаб ал-Агани и Ал-шиир уал-Шуара на Ибн Кутайбах.

## История
Кайс ибн ал-Мулауах се влюбва в Лейля. Скоро започва да пише поеми за любовта си към нея, споменавайки често името ѝ. Заради неговите непреднамерени усилия да спечели девойката, местните го наричат „луд човек“. Когато той ѝ поисква ръката, баща ѝ отказва, защото би било скандално дъщеря му да се ожени за психически неуравновесен човек. Скоро след това Лейля се омъжва за богат и благороден търговец от племето Такиф в Таиф. Описан е като красив мъж с червеникав тен, чието име е Уард Алтакафи. Арабите го наричат Уард, което означава „роза“ на арабски език.
Когато Маджнун чува за сватбата, той напуска племето и започва да се скита из заобикалящата пустиня. Семейството му загубва надежда, че той ще се върне и оставя храна за него в пущинака. Понякога го виждали да рецитира поезия сам на себе си или да пише в пясъка с пръчка.
Лейля се премества в Северна Арабия със съпруга си, където се разболява и умира. В някои версии Лейля умира от мъка по единствената си любов. Маджнун по-късно е намерен умрял в пустинята през 688 г., близо до гроба на Лейля. Издълбава три стиха поезия на камък близо до гроба, които са последните стихове приписани на него.